# Avelanges
Avelanges település Franciaországban, Côte-d’Or megyében. Lakosainak száma 35 fő (2022. január 1.). Avelanges Avot, Saulx-le-Duc, Poiseul-lès-Saulx és Marey-sur-Tille községekkel határos.

## Népesség
A település népességének változása:
| Lakosok száma | 41   | 42   | 41   | 44   | 34   | 32   | 35   | 37   | 37   | 35   |
|               | 1968 | 1982 | 1990 | 2006 | 2013 | 2015 | 2017 | 2019 | 2020 | 2022 |